# ナゾの海底探検
『ナゾの海底探検』（ナゾのかいていたんけん）は、1987年3月3日から同年9月29日まで日本テレビ系列ほかで放送されていた日本テレビ製作のドキュメンタリー番組である。全20回。

## 概要
世界の海洋生物の生態やそれらの神秘などをVTRで紹介。司会は、水中ダイバーのライセンスを持ついかりや長介（ザ・ドリフターズ）が務めていた。
放送時間は毎週火曜19時 - 19時30分（日本標準時）。ただし、プロ野球ナイター中継が行われる日には放送を見送られた。一方で第17回は、後楽園球場で予定されていた巨人×広島戦の雨天中止に伴い編成された。
当初は1987年4月14日放送開始予定だったが26回放送を予定していた前番組『ドテラマン』が6回短縮されて終了したため1か月前倒しで放送開始した。このため、北日本放送のように放送途中の1987年4月7日からネット開始する局もあった。

## 放送リスト
| 回 | 放送日 （1987年） | サブタイトル                   |
| -- | ----------------- | ------------------------------ |
| 1  | 3月3日            | 猛毒海ヘビを探す               |
| 2  | 3月10日           | 殺人クラゲの一生               |
| 3  | 3月17日           | タコの母ちゃん                 |
| 4  | 3月24日           | 人食いザメの海に潜る           |
| 5  | 3月31日           | 人食いざめが獲物を襲う時       |
| 6  | 4月7日            | ピカピカ光る発光魚             |
| 7  | 4月14日           | 特集 海に潜るミニ恐竜          |
| 8  | 4月28日           | 赤ガニ千万匹が上陸             |
| 9  | 5月5日            | ラッコの海に潜る               |
| 10 | 5月19日           | サンゴ夜の変身と赤ちゃん誕生   |
| 11 | 6月2日            | アマゾンを潜る・驚異のピラニア |
| 12 | 6月16日           | 夢のイルカ作戦                 |
| 13 | 6月30日           | 南太平洋ガンバレ！魚の赤ちゃん |
| 14 | 7月7日            | 南太平洋海底の生存競争         |
| 15 | 7月14日           | やさしい巨大ウバザメ・サメの卵 |
| 16 | 8月4日            | 大改定のカメの一生             |
| 17 | 8月18日           | （サブタイトル無し）           |
| 18 | 9月15日           | 水中で人魚を見た愛のフォーカス |
| 19 | 9月22日           | びっくり世界の珍魚・水中結婚式 |
| 20 | 9月29日           | サケが帰ってきた               |

参考：『朝日新聞縮刷版』朝日新聞社、1987年3月3日 - 同年9月29日付のラジオ・テレビ欄 エラー: 日付が正しく記入されていません。（説明）。